# Пуебла (футбольний клуб)
«Клуб Пуебла» або просто «Пуебла» (ісп. Club Puebla) — професіональний мексиканський футбольний клуб з однойменного міста, яка виступає в Прімера Дивізіоні. Клубна футболка має діагональну смугу (традиційно синю на білому фоні у домашньому комплекті та поєднання різних кольорів на виїзній формі), яка перетинає грудну клітку по діагоналі зправа наліво, вважається характерним елементом приналежності до клубу.
З 1904 року в Пуеблі офіційно функціонує футбольна команда. Першою командою міста стала «Пуебла Атлетік Клаб», сформована англійськими емігрантами. В епоху аматорського футболу Мексики цей клуб виступав у національному чемпіонаті. У сезоні 1944/45 років «Пуебла» виграв свій перший трофей, кубок Мексики. У сезоні 1953/54 років команда знову перемогла у вище вказаному турнірі. Свій перший чемпіонський титул «Пуебла» завоював у сезоні 1982/83 років, коли в серії післяматчевих пенальті обіграв «Гвадалахару». Свій третій та четвертий кубок Мексики команда виграла у сезонах 1987/88 та 1989/90 років відповідно, після цього перемогла в Другому дивізіоні чемпіонату Мексики, здолавши у фіналі «Леонес Негрос». Завдяки «золотому дублю» в сезоні 1989/90 років «Пуебла» отримала прізвисько «Капеонісімос». У 1991 році мексиканці обіграли у фіналі тринідадський «Поліс» та вперше виграли Кубок чемпіонів КОНКАКАФ. У сезоні 1992/93 років «Пуебла» стала віцечемпіон Мексики, поступившись у фіналі в додатковий час «Леону» (0:2).
За підсумками сезону 1999 року команда вилетіла до Прімери А (другої ліги Мексики), але власники клубу придбали право підвищитися в класі в іншого клубу (згодом ця практика була заборонена лігою). За підсумками Клаусури 2005 команда знову понизилася в класі. Команда перемогла у фіналі Прімери А 2006 (Апертури), обігравши у фіналі «Саламанку»; у Клаусурі 2007 «Пуебла» на стадії півфіналу поступився «Леону». Вигравши один з чемпіонатів Мексики команда здобула право зіграти плей-оф за право підвищитися в класі проти переможця іншого турніру чемпіонату Мексики. 26 травня 2007 року в присутності переповненого стадіону Куаутемок (понад 45 000 глядачів) «Пуебла» в плей-оф обіграв «Дорадос де Сінола». Після цього почалися святкування по всьому місті, які за свої масштабом нагадували чемпіонські гуляння 1983 та 1990 року. Наступні роки клуб боровся за право зберегти своє місце у вищому дивізіоні, але в сезоні Клаусури 2009, не зважаючи на всі прогнози, «Пуеблі» вдалося вийти до чемпіонського плей-оф, діставшись до півфіналу, де поступилися майбутньому переможцю турніру «УНАМ Пумас».

## Досягнення
| - Прімера Дивізіон Мексики - Чемпіон (2): 1982/83, 1989/90 - Срібний призер (3): 1944/45, 1953/54, 1991/92 - Ascenso MX - Чемпіон (2): 1970, 2006/07 - Срібний призер (1): 2005/06 - Кубок Мексики - Володар (5): 1944/45, 1952/53, 1987/88, 1989/90, 2015 (Клаусура) - Фіналіст (3): 1951/52, 1971/72, 2014 (Апертура) - Суперкубок MX - Володар (1): 2015 - Кампеонісімо - Володар (1): 1990 - Чемпіон чемпіонів - Володар (1): 1990 - Фіналіст (3): 1945, 1953, 1988 | - Ліга чемпіонів КОНКАКАФ - Чемпіон (1): 1991 - Міжамериканський кубок - Фіналіст (1): 1992 - Кубок Мануеля Ідальго - Володар (1): 1953 - Кубок незалежності - Володар (1): 2006 - Кубок Героїв Пуебли - Володар (1): 2008 - Кубок Амістад - Володар (1): 2009 - Турнір футбольної батьківщини Пачуки - Чемпіон (1): 2013 - Трофей міста Марбелья - Фіналіст (1): 1981 |

## Відомі гравці
До списку потрапили футболісти, про яких існує стаття в українській вікіпедії
- Ігнасіо Амбріс
- Марселіно Берналь
- Серхіо Берналь
- Куаутемок Бланко
- Харед Борхетті
- Мелвін Браун
- Хосе Гваделупе Веласкес
- Альберто Гарсія Аспе
- Карлос Гевара
- Дуїліо Давіно
- Хосе Мануель де ла Торре
- Гільєрмо Ернандес
- Габрієль Кабальєро
- Хорхе Кампос
- Рауль Карденас
- Франсіско Кастрехон
- Яссер Корона
- Родольфо Кота
- Самуель Кубуру
- Мануель Лапуенте
- Рауль Родріго Лара
- Пабло Ларіос
- Серхіо Ліра
- Альберто Медіна
- Сігіфредо Меркадо
- Антоніо де Нігріс
- Луїс Мігель Нор'єга
- Хоакін дель Ольмо
- Хайме Ордіалес
- Даніель Осорно
- Гонсало Пінеда
- Педро Пінеда
- Луїс Гарсія Постіго
- Віктор Ранхель
- Педро Сото
- Рафаель Амадор Флорес
- Хав'єр Фрагосо
- Хуан Карлос Чавес
- Хуан Аранго
- Рамон Аріас
- Роберт Еррера
- Ніколас Олівера
- Карлос Андрес Санчес
- Андрес Скотті
- Оскар Табарес
- Альваро Фернандес
- Херардо Бедоя
- Луїс Габріель Рей
- Маурісіо Серна
- ДаМаркус Бізлі
- Еркулес Гомес
- / Едгар Кастільйо
- Майкл Ороско
- Фелікс Борха
- Іван Кав'єдес
- Сегундо Кастільйо
- Луїс Хав'єр Гарсія Санс
- Сантьяго Ідігорас
- Карлос Муньйос Кобо
- Мігель Пардеса
- Піррі
- Едівалдо Мартінс Фонсека
- Роберт де Піньйо де Соуза
- Тіта
- Хав'єр Кампора
- Альфредо Морено
- Нельсон Куевас
- Хуліо Сезар Ромеро
- Рубен Руїс Діас
- Густаво Москосо
- Оскар Рохас
- Рамон Нуньєс
- Франсуа Омам-Біїк
- Роберто Паласіос
- Андерсон Сантамарія
- Карлос Руїс
- Хафет Сото

## Відомі тренери
До списку потрапили тренери, про яких існує стаття в українській вікіпедії
- Ігнасіо Амбріс
- Рафаель Гарсія
- Рауль Карденас
- Мануель Лапуенте
- Ігнасіо Трельєс
- Хосе Сатурніно Кардосо
- Ісідро Лангара
- Сесар Луїс Менотті
- Хуан Карлос Осоріо
- Анібаль Руїс